# Daniel Melin
Daniel Efraim Melin, född 7 juli 1892 i Valstads församling i dåvarande Skaraborgs län, död 5 april 1979 i Mariestads församling i samma län, var en svensk skolledare och präst.
Daniel Melin var son till kontraktsprosten Samuel Melin och Hilda, född Stenborg, samt yngre bror till prostarna Samuel Melin och Josef Melin, botanikern Elias Melin och äldre bror till kyrkoherden Paul Melin, lärarna Elinor Melin och Hillevi Melin, kontraktsprostarna David Melin och Ruben Melin. 
Efter studentexamen Skara 1912 började han läsa teologi i Uppsala året därpå men avbröt studierna och tog folkskollärarexamen i Strängnäs 1917. Senare återupptog han de teologiska studierna och prästvigdes i Skara 1939.
Melin var verksam inom skolans värld. Han var folkskollärare i Falköping 1917–1931, rektor vid Skaraborgs och Älvsborgs läns skol-, yrkes- och vårdhem för psykiskt efterblivna vid Johannesberg i Mariestad 1931–1958, konsulent vid Föreningen för utvecklingsstörda barn (FUB) 1958–1964. Han var ledamot av kommittén för utredning av tillsynen av anstalterna för sinnesslöa 1952, expert i 1951 års sinnesslövårdsutredning 1954. Melin var ledamot av Mariestads kyrkoråd, ledamot av Vasaorden (LVO) samt hade Patriotiska Sällskapets stora guldmedalj (PatrSst-GM).
Daniel Melin var gift första gången 1920 med Ester Larsson (1893–1951), dotter till lantbrukaren Karl Johan Larsson och Angelina Björklund. De fick tre barn: juristen Gunnar Melin (1922–2013), läkaren Bengt Melin (1925-2020) och läraren Gerd Melin (1929-2023). Andra gången gifte han sig 1954 med Ebba Niklasson (1899–1991), dotter till apotekaren Carl Niklasson och Dagmar Liliecreutz.
Han är jämte båda hustrurna begravd på Mariestads östra begravningsplats.